# Jon Stephenson von Tetzchner
Jon Stephenson von Tetzchner (Reykjavík, Islândia, 29 de agosto de 1967) é um empresário islando-norueguês, fundador e criador CEO da Opera Software. Ele, e Geir Ivarsøy faziam parte de um grupo de pesquisa na Norway, empresa de telefonia do Estado (agora conhecida como Telenor) onde desenvolveu um software de navegação chamado "MultiTorg Opera". O projeto foi abandonado por Telenor, mas Geir e Jon obteve os direitos sobre o software, formaram uma empresa própria, e continuaram à trabalhar nele. Agora, conhecida simplesmente como Opera, o navegador de internet se tornou muito popular, apesar da concorrência. A Opera Software cresceu para mais de 500 funcionários, na primeira vez que se mudaram para seu novo escritório em Oslo.
Em 21 de abril de 2005 prometeu que se o número de downloads da nova versão do navegador Opera 8 chegasse a 1 milhão nos quatro dias, ele iria atravessar o Oceano Atlântico da Noruega para os Estados Unidos. O milhão foi alcançado, a Opera Software anunciou que von Tetzchner vai "estar com a sua palavra". Em 25 e 26 de abril, o site oficial do Opera descreveu que a "tentativa" de nadar pelo Atlântico teve seu rápido e cômico "fracasso". O evento foi relatado em todo o mundo por tecnologia e mídia. Para o aniversário do 40 de Tetzchner em 29 de agosto de 2007, a Opera Software anunciou que iria liberar o primeiro alpha público de Kestrel, a título de trabalho do que se tornaria o Opera 9.50. Seu desejo maior era de aniversário para dar à comunidade uma prévia do Kestrel, que tem estado em desenvolvimento há mais de um ano.
Em 5 de janeiro de 2010, Jon deixou o cargo de CEO da Opera Software para ser substituído por Lars Boilesen. Ele continuará a servir Opera em tempo integral como um "conselheiro estratégico".